# Venin Carmin
Venin Carmin est une artiste  française de pop, cold wave et post-punk, originaire de Lyon.

## Histoire
Active depuis 2015 en disque, et 2018 sur scène (live), Venin Carmin oscille entre post-punk, pop et new wave. Derrière le nom Venin Carmin se trouve le projet solo de l’auteure-compositrice-interprète Lula Borgia. Elle sort un premier album-démo en 2015 Glam Is Gone . Sur scène, Venin Carmin commence à performer seule avant de s’entourer de musicien.nes pour proposer des lives en groupe à partir de 2018. Début 2020, le live est encore assuré en trio, avant de devenir un duo en fin d'année. En live,, Lula se consacre au chant, à la basse, aux synthétiseurs et aux machines. Le projet a eu plusieurs formes pour le live (solo, trio, duo) toutefois, Lula Borgia reste la seule à composer, écrire et participer aux enregistrements. 
En 2020, Venin Carmin sort l’album Constant Depression (Seja Records). Le groupe est sélectionné pour la saison 2020/2021 du Ninkasi Musik Lab. En 2023, Lula Borgia compose et écrit Toxic Legends, 3e album de Venin Carmin qui sortira sur les labels No Need Name Records et Icy Cold records le vendredi 13 octobre,. En mars 2023, Venin Carmin signe en management avec l’agent Thomas Hardy. 
Venin Carmin revient en solo sur scène fin 2024. 

## Membres
- Venin Carmin (Lula Borgia) – chant, basse, synthétiseur

## Discographie

### Albums studio
- 2015 : Glam is Gone
- 2020 : Constant Depression
- 2023 : Toxic Legends

### Singles
- 2024: Pietrosella (Dogs Hold The Light)
- 2024: December Spleen